# Iúrievets
Iúrievets (en rus Юрьевец) és una ciutat de l'óblast d'Ivànovo (Rússia. El 2009 tenia 11.316 habitants.

## Geografia
Iúrievets est roba al punt de confluència del riu Unja i del Volga, a l'alçada de l'embassament de Gorki, a 133 km al sud-est d'Ivànovo.

## Història

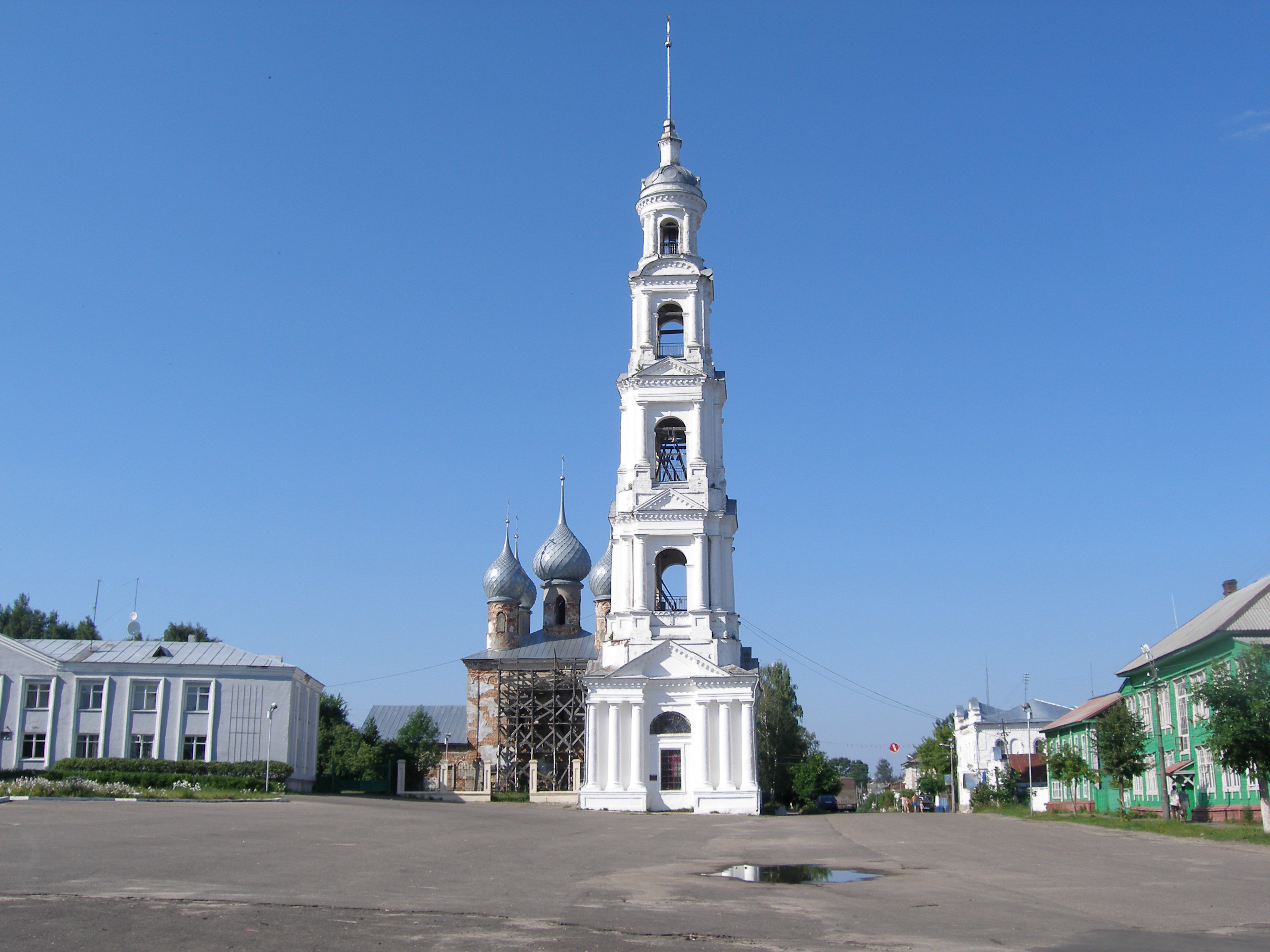
Campanar.

Iúrievets fou fundada el 1225 pel príncep Iuri II de Vladímir. El 1237 la ciutat fou destruïda per l'exèrcit mongol de Batu Khan, net de Genguis Kan.
Des del 1405 la ciutat forma part del principat de Gorodets, del Gran Ducat de Moscou el 1448, de Súzdal el 1451 i finalment del territori de Moscou. El 1565 forma part de l'oprítxnina d'Ivan el Terrible. Potser és en aquesta època quan adopta la ciutat el nom actual. Durant el període tumultuós de començaments de segle xvii, la localitat fou atacada diverses vegades per tropes poloneses. Entre el 1661 i el 1663 va construir-s'hi una fortificació de pedra que va conservar-se fins a finals del segle xviii.
El 1778 va rebre l'estatus de ciutat.

## Demografia
| 1897  | 1926  | 1939   | 1959   | 1970   | 1979   | 1989   | 2002   | 2009   |
| ----- | ----- | ------ | ------ | ------ | ------ | ------ | ------ | ------ |
| 4 778 | 9 300 | 15 500 | 19 700 | 20 100 | 18 300 | 16 500 | 12 664 | 11 316 |